# Корона Королівства Польського
Коро́на Королі́вства По́льського (пол. Korona Królestwa Polskiego, лат. Corona Regni Poloniae, скорочено — Корона) — термін, що позначає устрій польської держави наприкінці середньовіччя та в ранньомодерну добу; у 1569—1795 рр. — офіційна назва власне польського королівства в персональній унії з Великим князівством Литовським у складі Речі Посполитої. Термін вживався щодо польської монархії з метою відокремлення держави як юридичного інституту від особи конкретного короля, а також для утвердження суверенітету держави та засад неподільності її території.

## Походження

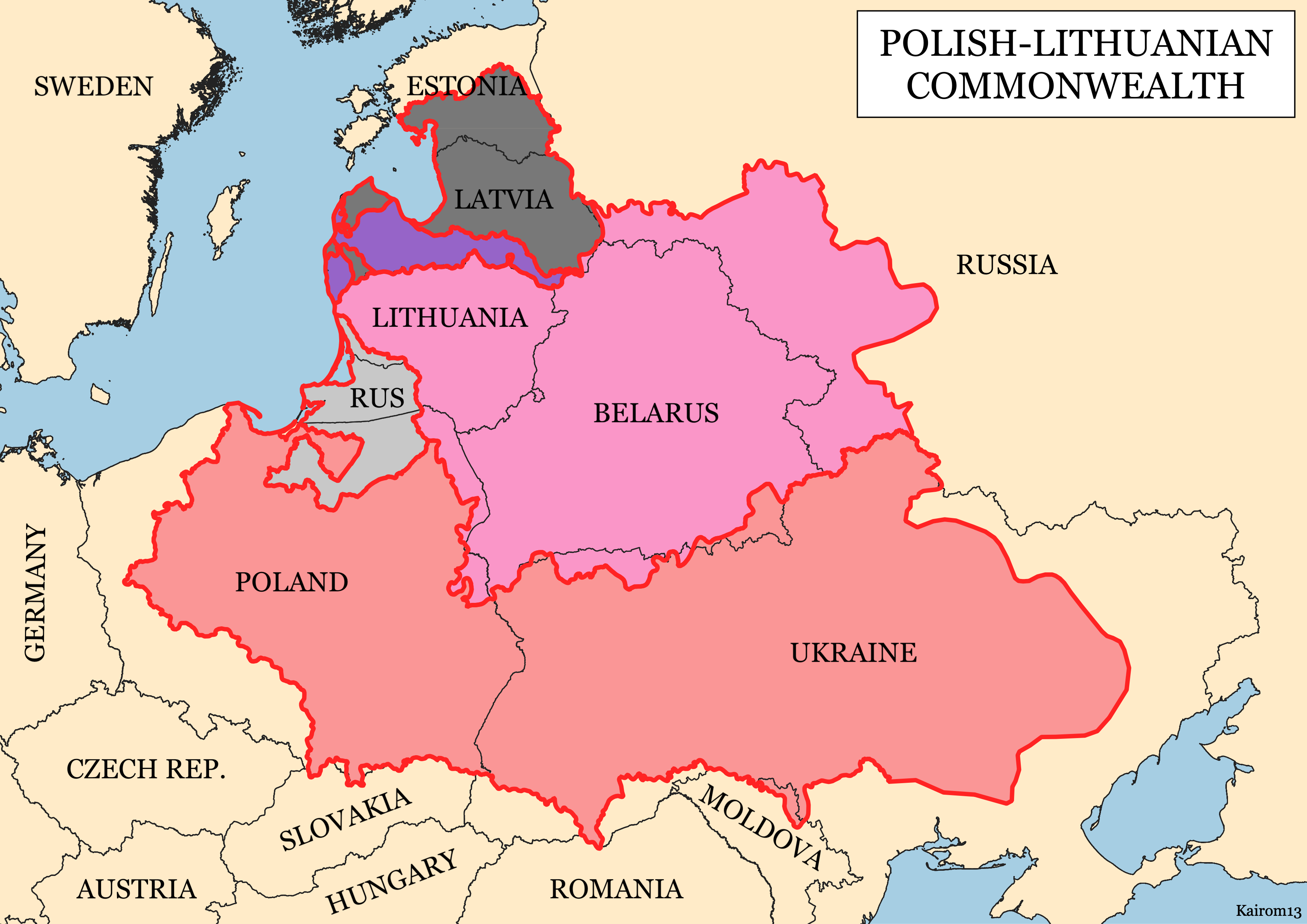
Корона Королівства Польського (рожевим) на мапі Речі Посполитої та її васалів в 1619

Поняття «корона королівства» виникло за часів середньовіччя в Західній Європі в руслі розвитку ідей, що протистояли традиційним поглядам на монарха як на спадкового власника держави і походили з політичних концепцій античних мислителів, зокрема Платона («Політейя»), Арістотеля («Політика»), Марка Туллія Цицерона («Про республіку»).
Термін Корони Королівства Польського взято з політичних ідеологій, реалізованих в державних монархіях Чехії та Угорщини в кінці середньовіччя. У цих країнах ідеологія корони королівства носила імена «Корона святого Вацлава» та «Корона святого Стефана», посилаючись на передбачувані святі символи монаршої влади. У Польщі, термін «Корона Королівства Польського» вперше з'являється в королівських документах Казимира Великого (1333—1370) і ще не означає, однак, послідовної політичної ідеології, виступаючи, швидше, як замінник назви Королівство Польське.
Тільки припинення династії П'ястів в 1370 році і прихід до влади угорського короля, Людовика Анжу, призвели до остаточного формування терміна, що визначає нові способи сприйняття держави і правителя, характерні для розвиненої монархічної держави.
Спочатку він використовувався головним чином у колі малопольської аристократії (група так званих панів краківських). З часом, завдяки впливу цієї групи вельмож на Людовика Угорського і Владислава Ягайла, Корона Королівства стала обов'язковою державною ідеологією.

## Особливості

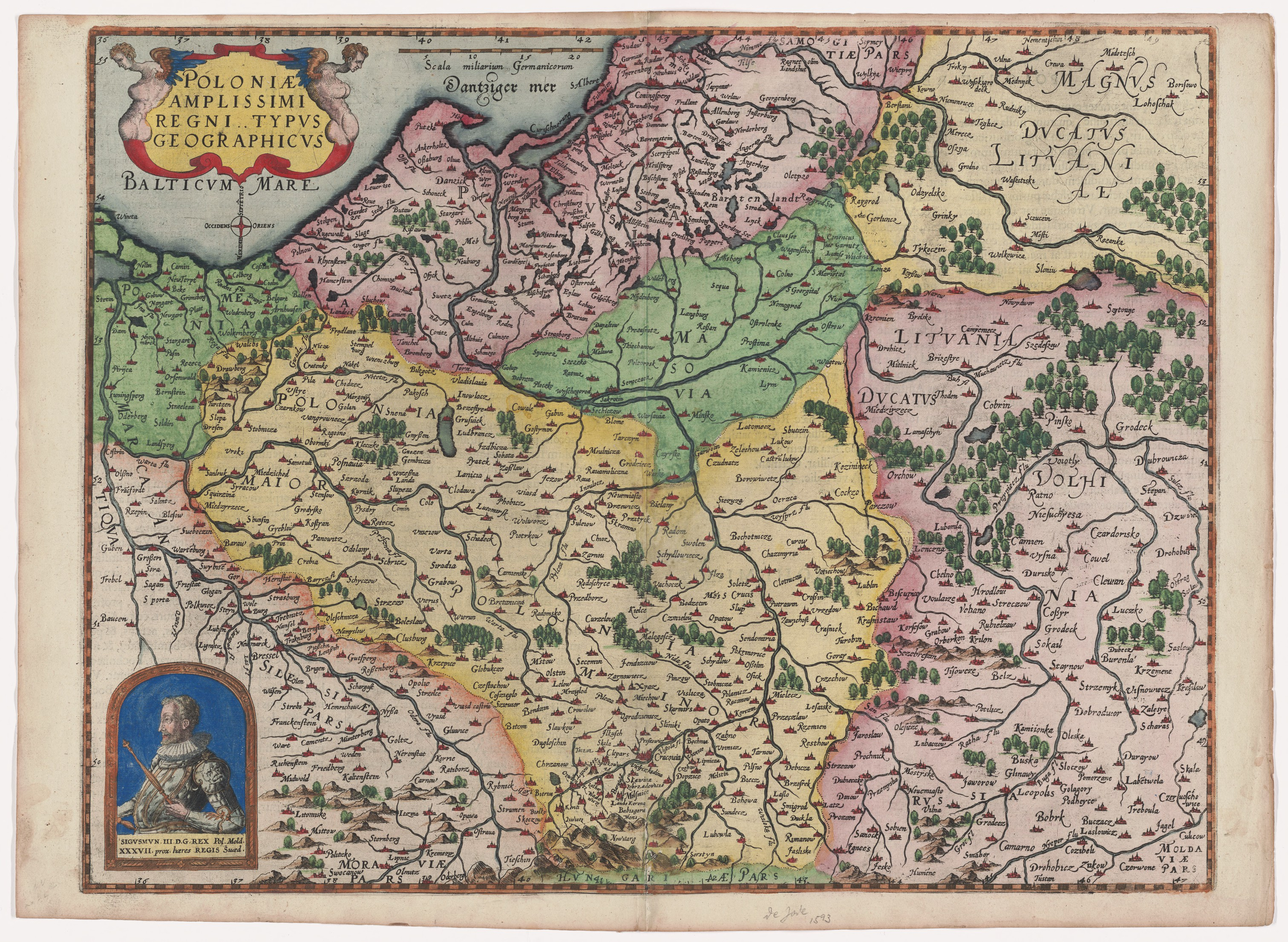
Мапа Королівства Польського, 1593 рік

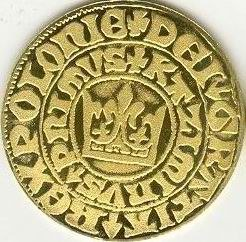
Аверс краківського гроша Казимира III, з короною

Корона Королівства Польського ставилася до держави, як установи незалежної від правителя, яка не є вже, як в епоху спадкових монархій, його майном.
Корона Королівства ідентифікує Польщу, як неподільний організм, що керує правами і принципами ладу, що стоять вище, ніж монарх. Правитель відповідно до цієї ідеології не має права на зменшення території держави, наприклад, шляхом заповіту або передачі землі в лен.
Він уже не був єдиним і головним джерелом права, як раніше. Сам підпорядковувався законам королівства, що виражається, зокрема, у сформованому на той час повністю праві опору (Prawo oporu).
Терміном Корона Королівства часто визначаються не ті землі, що фактично перебувають у володінні польського короля, а й ті, на які проголошено дію права, перш за все Сілезію та Гданське Помор'я.
У Корону включений також утворений лен Польщі Мазовія.
Після Людовика Угорського ідеологія Корони Королівства була прийнята вже в повністю допрацьованій формі. Цей термін використовувався, насамперед, з тим щоб забезпечити становище і незалежність Королівства Польського, яке в персональній унії з Угорщиною була стороною безумовно більш слабкою. Прикладом є Кошицький привілей 1374, в якому Людовик зобов'язувався: зберігати Корону Королівства Нашого цілою і непорушною і ніяких земель або їх частин від неї не відривати і не зменшувати.
Нова державна ідеологія вписувалася в ширшу тенденцію змін, набирала чинності з приходом до влади іноземних правителів і розпочату в момент возз'єднання країни Владиславом Локетком і формування державної монархії (рахується переважно з 1320).
Виявлялася вона в новому способі сприйняття держави, як єдиного організму, у створенні загальнодержавних символів (Білого Орла), одночасно також в упорядкуванні монаршої влади принципами ладу (з 1438, хоча спочатку не в повній мірі ефективними, обов'язок підтвердження новообраним правителем привілеїв, виданих його попередниками).

## Корона як назва держави
Після укладення унії з Великим князівством Литовським термін Корони Королівства був прийнятий як популярна і зручна назва Королівства Польського.
На противагу «Литві» або «Великому князівству» називалося коротко «Короною». Під цією назвою Королівство стало однією з двох частин Речі Посполитої Обох Народів після укладення Люблінської унії в 1569 році.
Ідеологія Корони Королівства зробила, крім того, вплив на термінологію, що використовувалася при дворі.
З кінця середньовіччя державні органи та посади, що називалися до цього королівськими, стали називатися коронними.